# 根恰公墓
根恰公墓（羅馬尼亞語：Cimitirul Ghencea）是位于羅馬尼亞布加勒斯特第6区的根恰社区根恰大道上的一個墓地。該墓地分為两个部分，分別是普通公墓和軍人墓地。

## 埋葬人士
- 尼古拉·齐奥塞斯库，第一任罗马尼亚总统
- 埃列娜·齐奥塞斯库，尼古拉·齐奥塞斯库之妻
- 尼库·齐奥塞斯库，尼古拉·齐奥塞斯库之幼子
- 米哈伊·赤塔克
- 图多尔·波斯泰尔尼库
- 伊利耶·维尔德茨，罗马尼亚总理

## 圖片

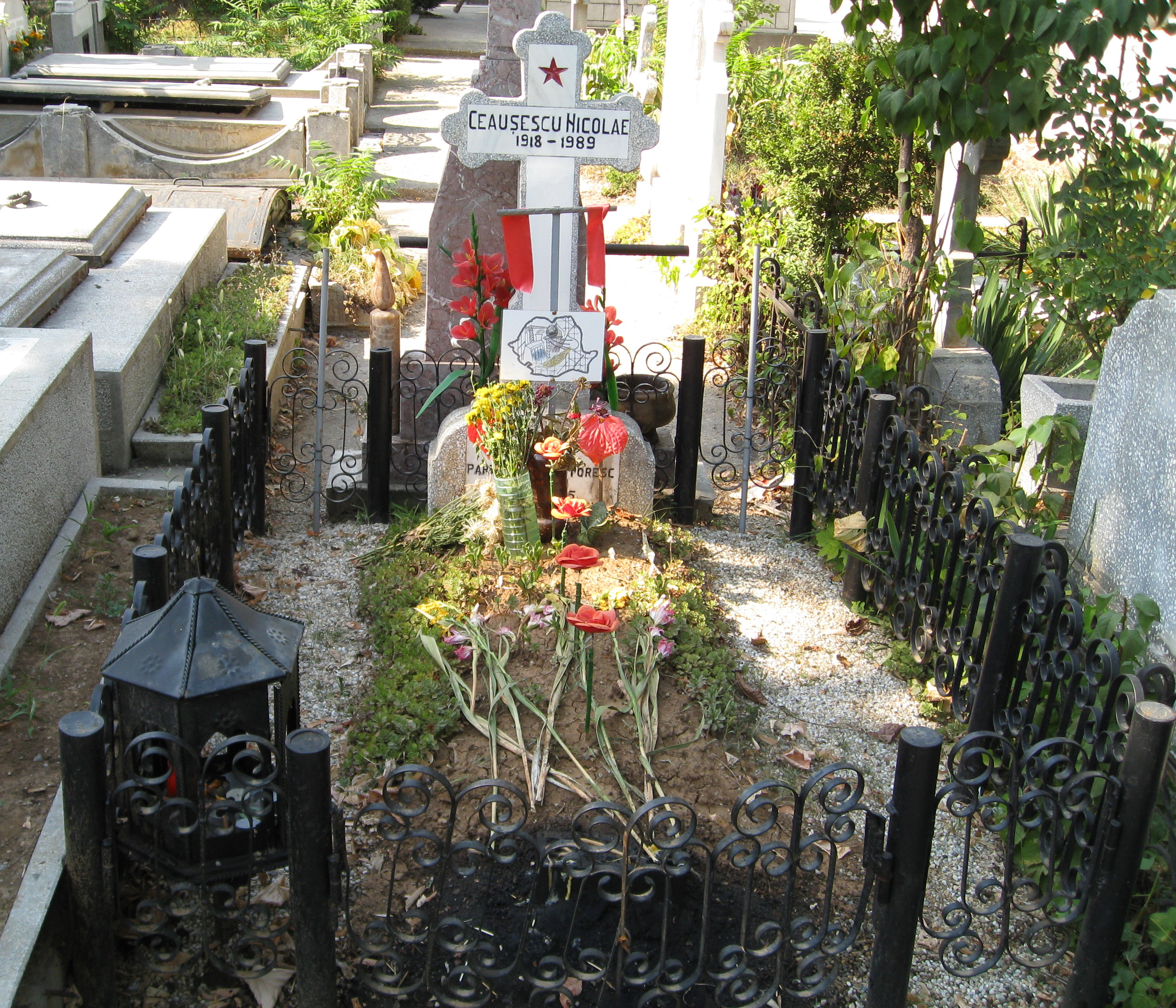
尼古拉·齐奥塞斯库的前坟墓
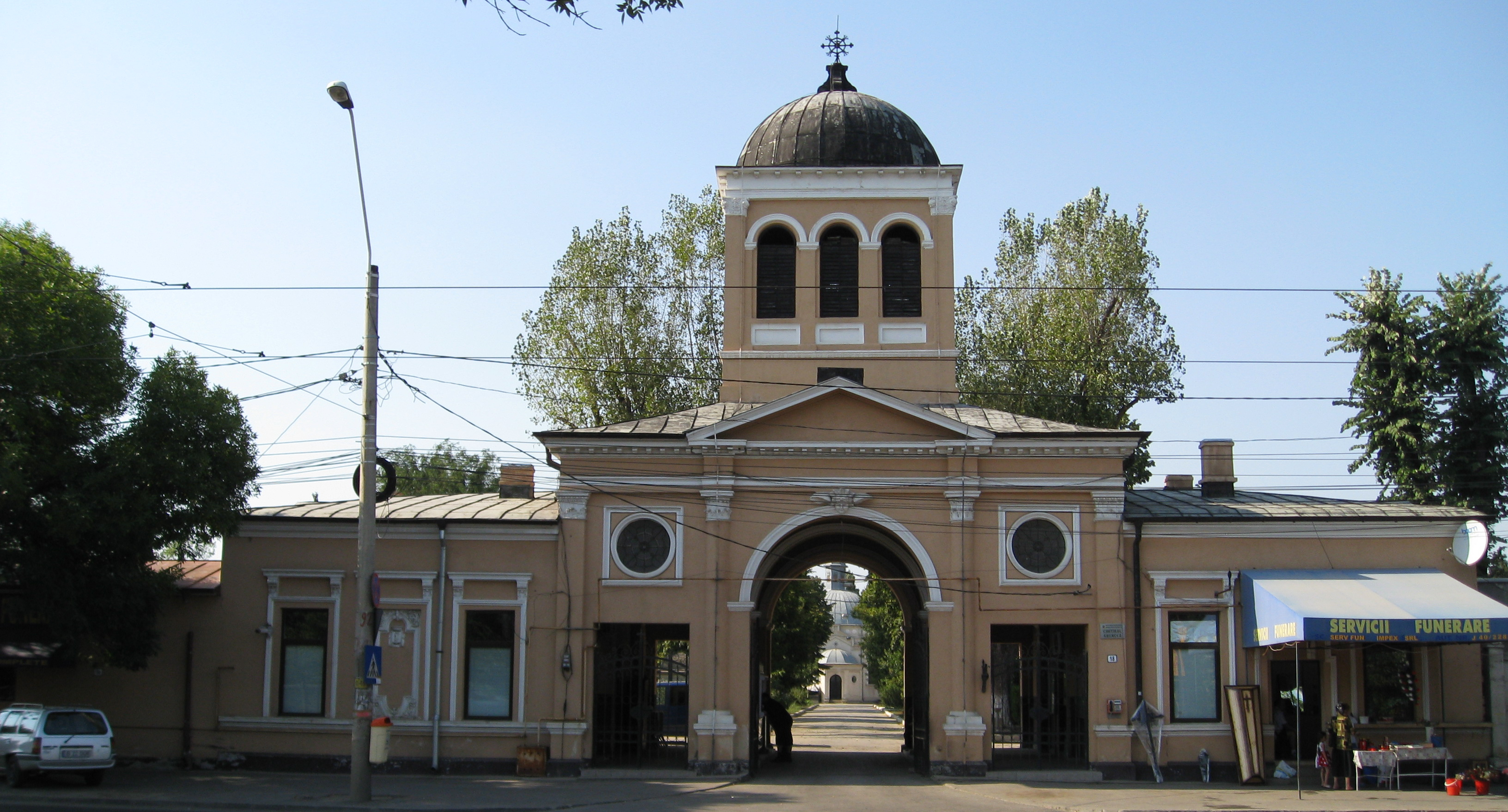
普通公墓入口
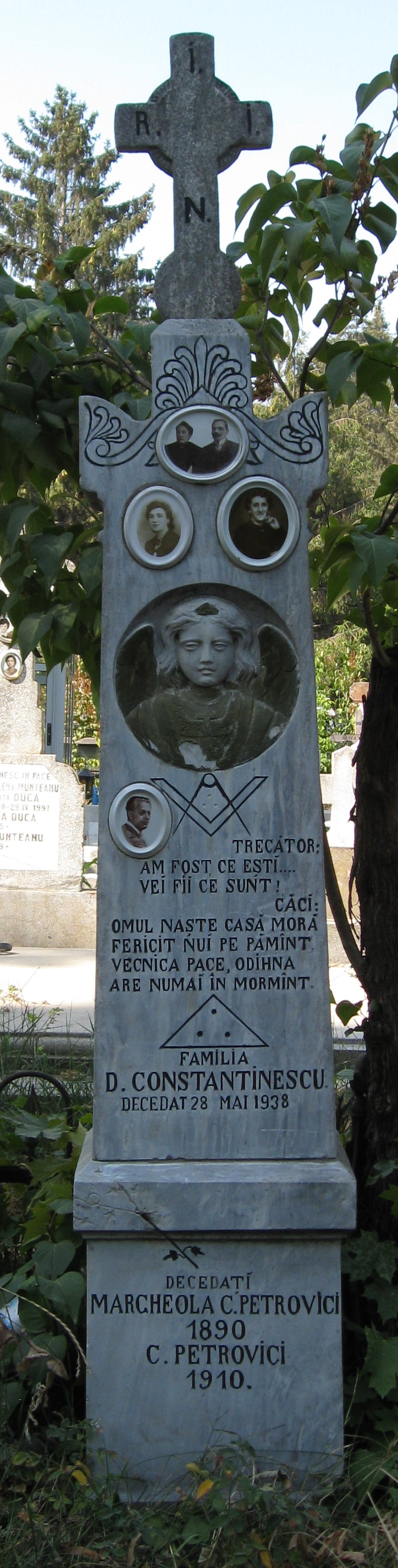
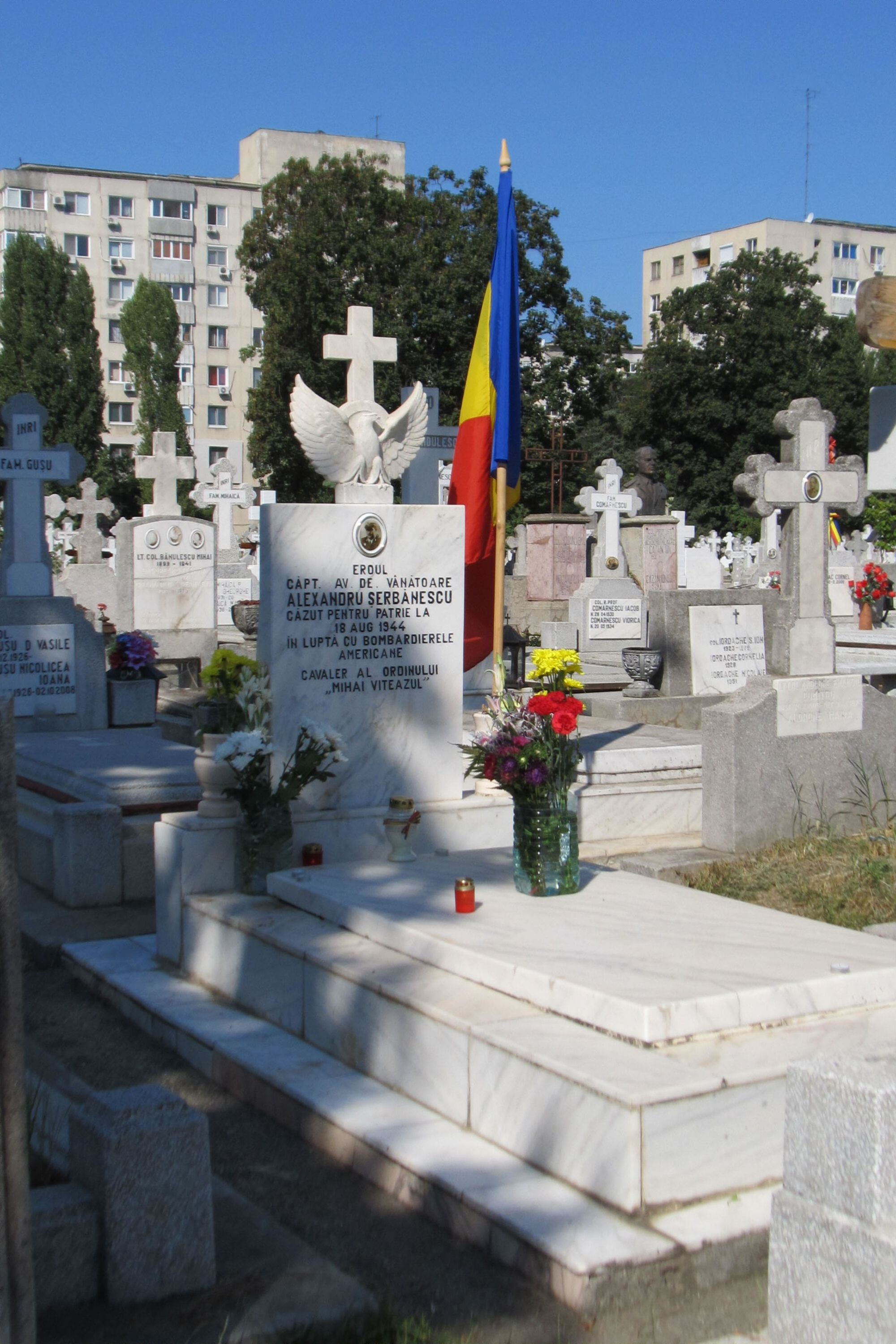
亚历山德鲁·塞伯内斯库的坟墓
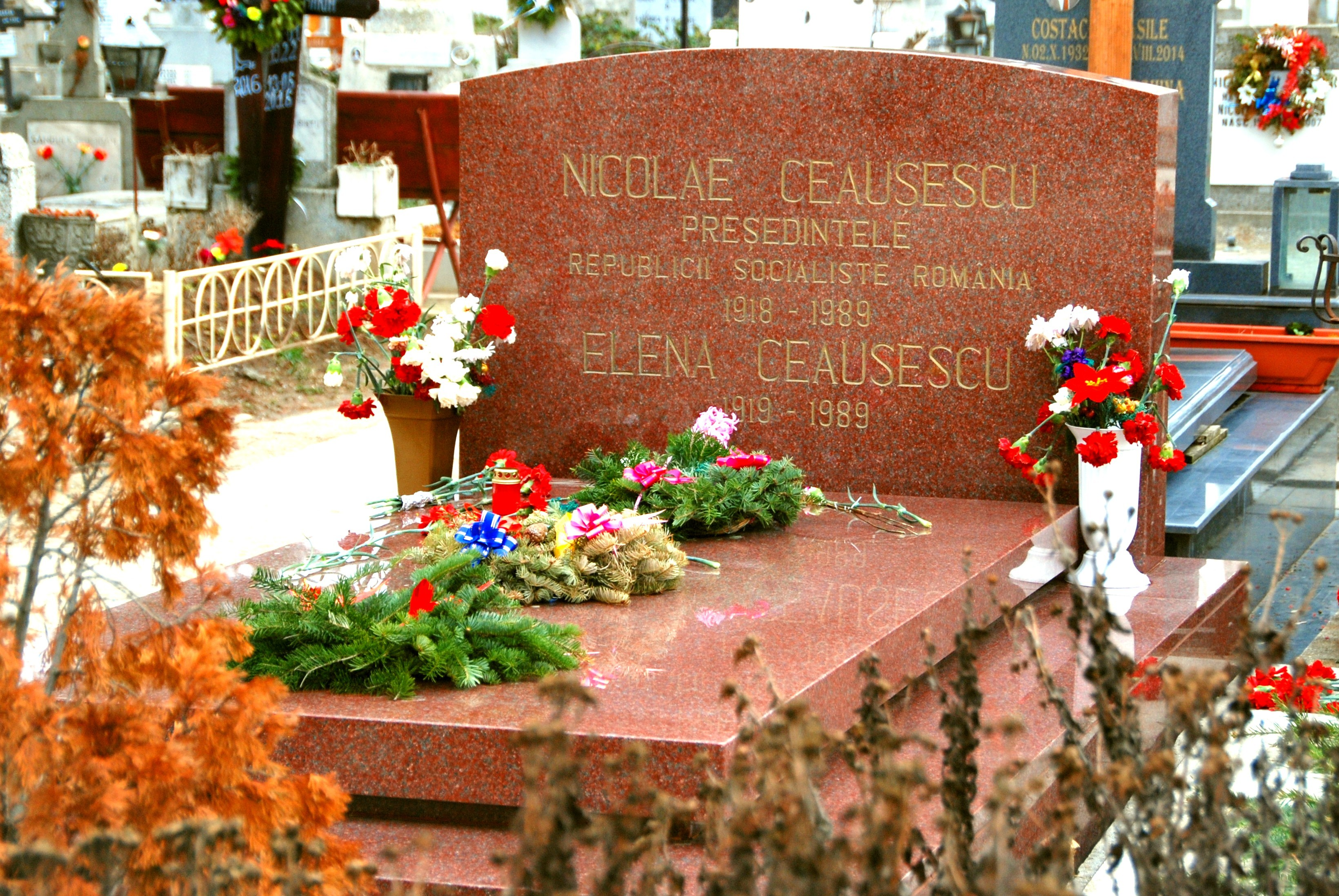
尼古拉·齐奥塞斯库和埃列娜·齐奥塞斯库的坟墓